# Ермонт (Њујорк)
Ермонт (енгл. Airmont) град је у америчкој савезној држави Њујорк.

## Демографија
По попису из 2010. године број становника је 8.628, што је 829 (10,6%) становника више него 2000. године.
| Група             | 2000.         | 2010.         |
| Белци             | 6.727 (86,3%) | 6.946 (80,5%) |
| Афроамериканци    | 290 (3,7%)    | 396 (4,6%)    |
| Азијати           | 275 (3,5%)    | 435 (5,0%)    |
| Хиспаноамериканци | 410 (5,3%)    | 710 (8,2%)    |
| Укупно            | 7.799         | 8.628         |